# Mallotus atrovirens
Mallotus atrovirens är en törelväxtart som beskrevs av Nathaniel Wallich och Johannes Müller Argoviensis. Mallotus atrovirens ingår i släktet Mallotus och familjen törelväxter. Inga underarter finns listade i Catalogue of Life.